# Condizione della donna in Portogallo

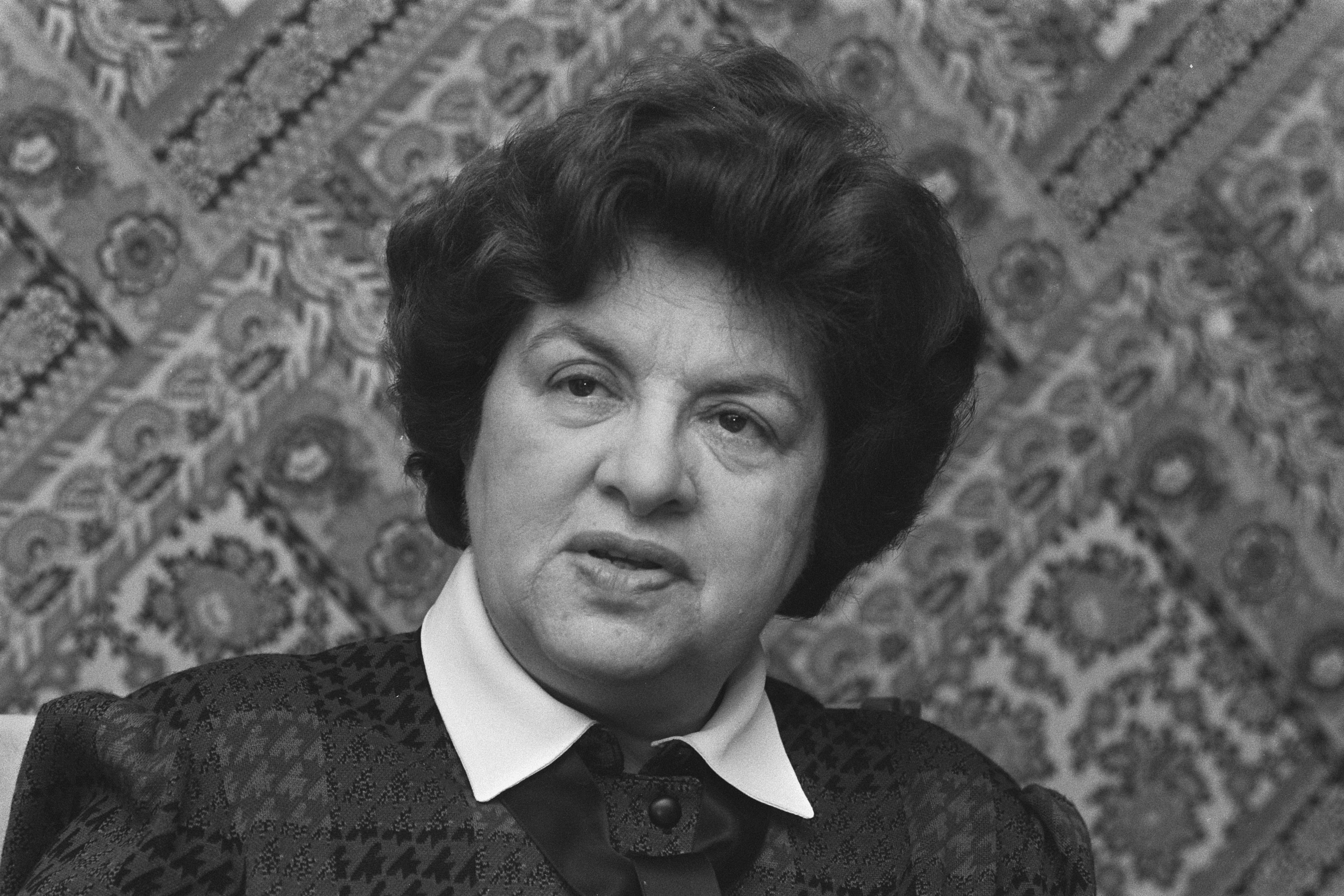
Maria de Lourdes Pintassilgo, primo ministro dal 1º agosto 1979 al 3 gennaio 1980

Le donne in Portogallo hanno ricevuto una piena legalità giuridica uguale agli uomini attraverso il mandato della costituzione portoghese del 1976, che a sua volta derivava dalla rivoluzione dei garofani del 1974.
A causa di ciò le donne portoghesi hanno ricevuto il diritto di voto e la piena uguaglianza sociale nel diritto di famiglia.
Nel corso dei primi anni '90 del XX secolo molte donne sono diventate professioniste, tra cui medici e avvocati, un dislivello rispetto alle tante che sono rimaste solo impiegate e appartenenti alla classe operaia.
Il Gender Inequality Index per il 2013 era pari a 0,116 (alla 21ª posizione su 152 paesi), mentre il tasso di occupazione secondo l'Organizzazione per la cooperazione e lo sviluppo economico era del 61,1% (dati del 2015). Il Global Gender Gap Report per il 2012 era fissato a 0,7056 (alla 51ª posizione su 144 paesi).

## Regime dittatoriale (1932-1974)

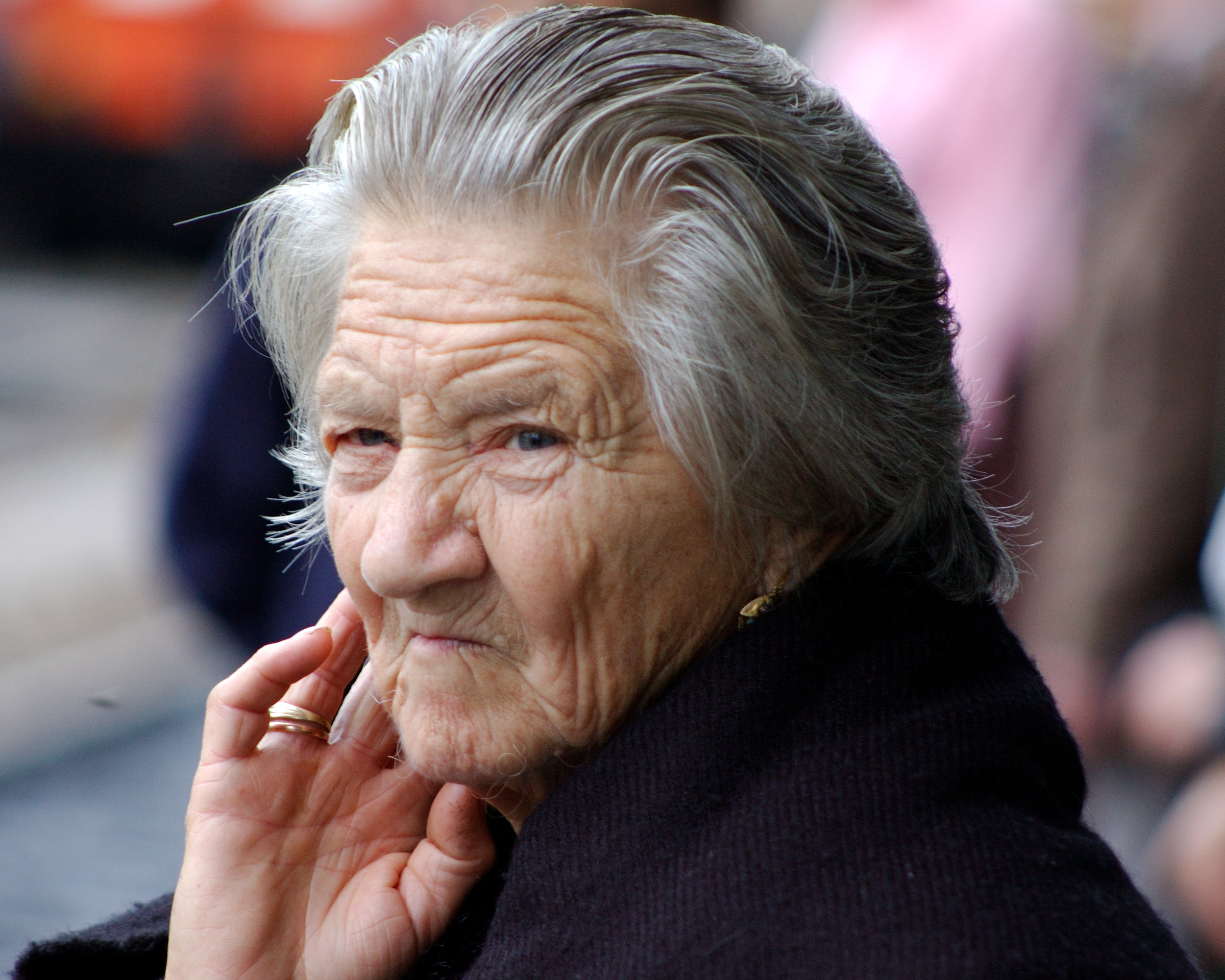
Un'anziana signora.

Durante l'Estado Novo (Portogallo), un regime politico autoritario conservatore, i diritti delle donne erano assai limitati.
Il concordato del 1940 firmato tra il governo e la chiesa cattolica romana ebbe come conseguenza che il ruolo di genere femminile fu legalmente e socialmente sottomesso agli uomini.

## Vita familiare
In quanto paese in cui la religione predominante è il cattolicesimo, il Portogallo è stato tradizionalmente intriso di conservatorismo per quel che riguarda la vita familiare. Il divorzio è stato legalizzato nel 1975; l'adulterio ha subito la depenalizzazione nel 1982.
La legislazione sul divorzio è stata revisionata nell'ottobre del 2008, quando una legge rinnovata ha liberalizzato e velocizzato il procedimento.
Nel XXI secolo le dinamiche familiari sono diventate più liberali, con una crescita significativa e una maggior popolarità della convivenza; nel contempo il legame tra matrimonio e fertilità è diminuito.
Nel 2016 il 52,8% delle nascite erano dovute a donne non sposate. Come la maggior parte degli altri paesi occidentali, anche il Portogallo deve affrontare bassi livelli di fertilità; sin dagli anni '80 ha subito un tasso di fertilità sotto-sostitutivo (cambio generazionale).
Nel 2010 l'età al primo matrimonio era fissata a 29,9 anni per le donne e a 31,4 anni per gli uomini. Chi coabita possiede diritti in materia di sindacati tramite l'unione civile.

## Aborto
Le leggi sull'aborto in Portogallo sono state liberalizzate il 10 aprile 2007 a seguito di un referendum. L'aborto può essere eseguito su richiesta durante le prime dieci settimane di gravidanza e in fasi successive solo per ragioni specifiche (stupro, rischio di difetti di nascita, rischio per la salute della donna).
Purtuttavia l'acquisizione di un aborto legale è spesso difficile nella pratica in quanto sono molti i medici che rifiutano di eseguire aborti (che è legittimo in base a una clausola di obiezione di coscienza) poiché il Portogallo rimane un paese dove la tradizione cattolica mantiene ancora un'influenza notevole.

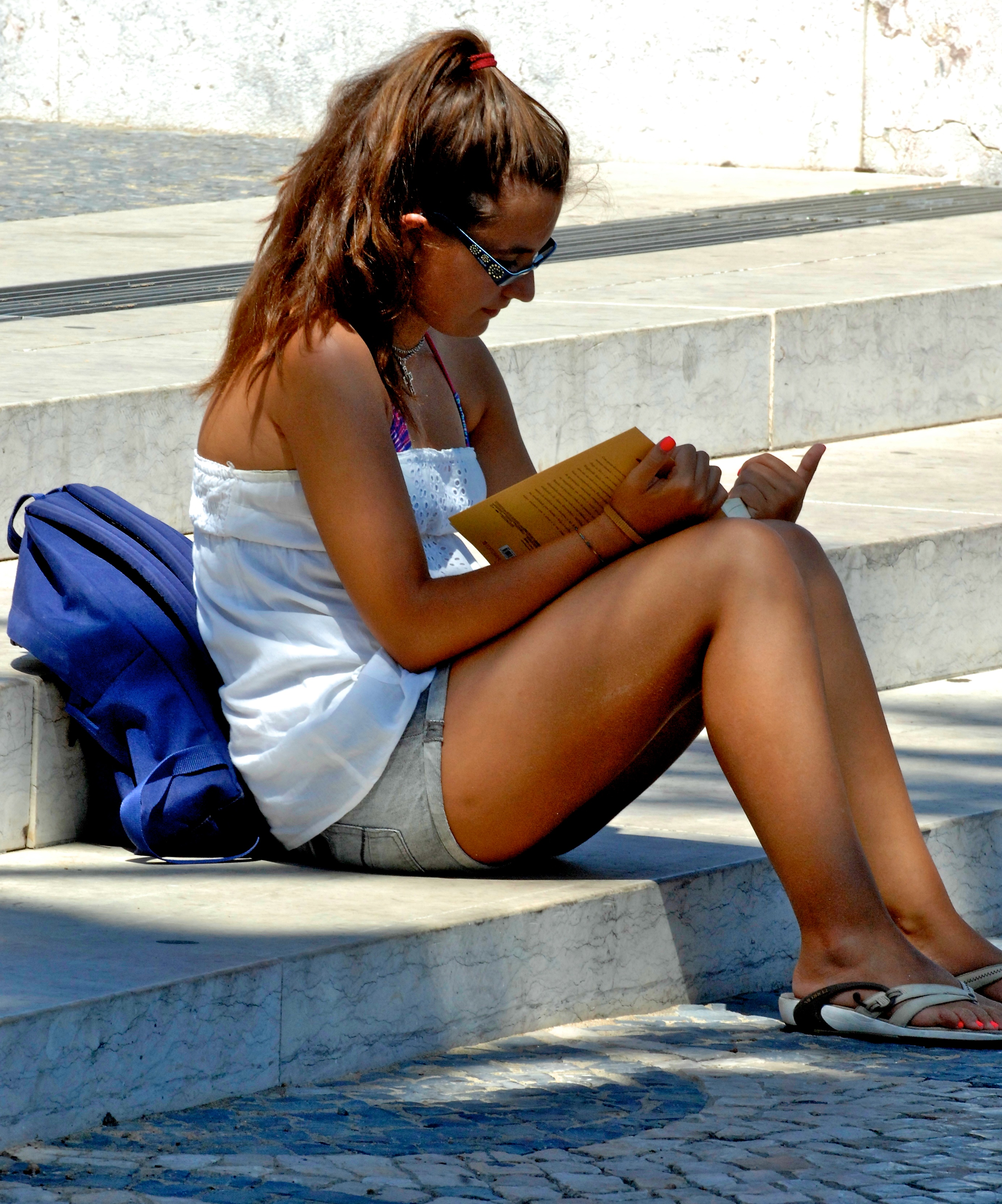
Una giovane donna immersa nella lettura.

## Salute
Il tasso di mortalità materno è di 8,00 morti ogni 100.000 nascite vive (a partire dal 2010). Questo livello è basso rispetto agli standerd globali, ma risulta essere ancora più alto rispetto d altri paesi della civiltà occidentale.
Il tasso di HIV/AIDS è pari allo 0,6% degli adulti (tra i 15 e i 49 anni), uno dei più alti nell'Unione europea.
Dal 2001 gli immigrati hanno diritto all'assistenza sanitaria gratuita, inclusa la cura gratuita durante il periodo di gravidanza e il periodo postnatale, nonché l'utilizzo di strutture di pianificazione familiare (politica demografica), indipendentemente dal loro status legale di immigrati; questa politica è considerata importante perché la sieropositività è prevalente tra alcuni gruppi specifici di immigrati.

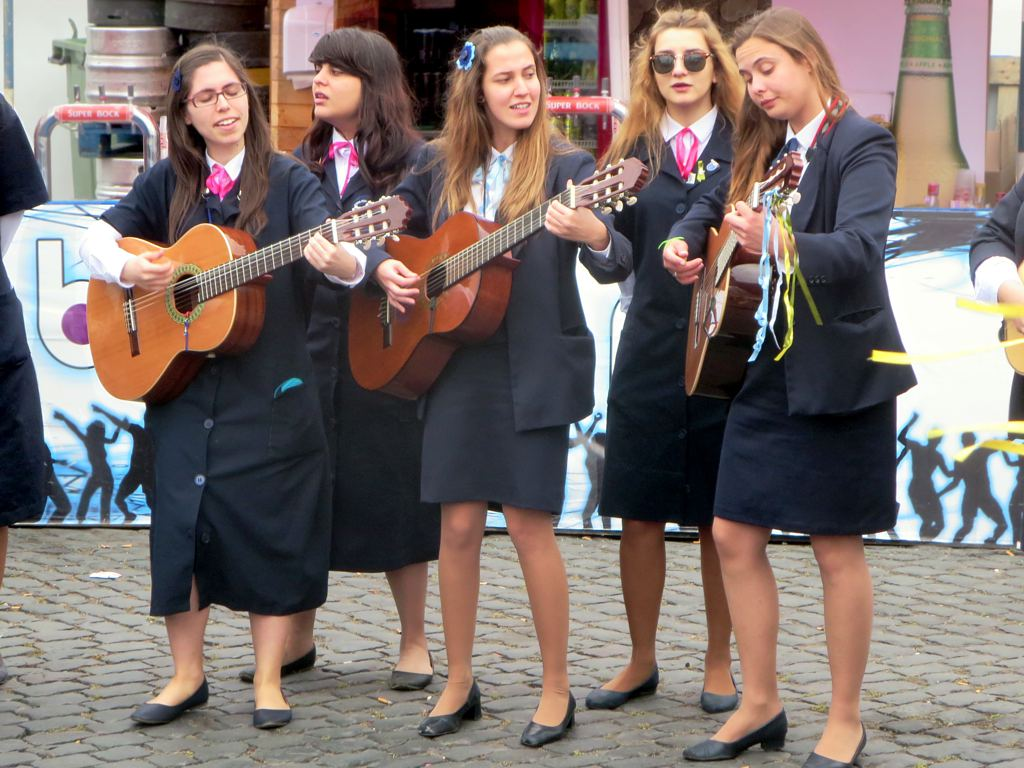
Gruppo di studentesse che suonano la chitarra.

## Educazione
Il tasso di alfabetizzazione rimane ancora più basso tra le donne rispetto agli uomini: è al 94% per le femmine (di 15 o più anni, dati del 2011), mentre per i maschi è fissata al 97%.

## Violenza domestica
La violenza domestica è illegale in Portogallo. La questione viene specificamente affrontata dall'articolo 152 del codice di diritto penale portoghese; detto articolo, che è stato più volte modificato nel corso degli anni, recita: "Chiunque, in modo ripetitivo o no, infligge maltrattamenti fisici o mentali, incluse le pene corporali, la privazione della libertà e gli abusi sessuali a) sul coniuge o b) su una persona dello stesso o di un altro genere con il quale il reo ha mantenuto una qualche forma di unione, anche se senza convivenza e c) su un progenitore di un discendente comune di primo grado o d) su una persona particolarmente impotente a causa dell'età, della disabilità, della malattia, della gravidanza o della dipendenza economica, che coabita con l'autore del reato, sarà punito (...)".
Il Portogallo ha inoltre ratificato la Convenzione del Consiglio d'Europa sulla prevenzione e la lotta contro la violenza nei confronti delle donne e la violenza domestica. I dati accurati sulla violenza contro le donne sono diffivili da ottenere, ma secondo uno studio pubblicato nel 2008 il 38% delle donne ha subito violenze di tipo fisico, psicologico e/o sessuale a partire dall'età di 18 anni.

## Donne in politica
Tradizionalmente in Portogallo, come anche in altri paesi, la politica viene considerata come un dominio maschile. Tuttavia negli ultimi anni sono state coinvolte più donne. A partire dal 2014 nell'Assemblea della Repubblica le donne ammontavano al 31,3%.
Nel 1934 Domitila de Carvalho, Maria Guardiola e Maria Cândida Parreira diventano le prime tre donne parlamentari.
La prima (e finora unica) donna primo ministro in Portogallo è stata Maria de Lourdes Pintasilgo, carica che ha ricoperto solo per 5 mesi, dal 1 agosto 1979 al 3 gennaio 1980 (inoltre Ministro degli Affari Sociali dal 17 luglio 1974 al 26 marzo 1975, prima donna ministro); mentre nessuna donna, al momento, ha mai ricoperto la carica di Presidente della Repubblica.
Il 6 novembre 1985 Leonor Beleza diventa ministro della salute, il 2 agosto 1989 Maria da Assunção Esteves è la prima donna giudice della Corte Costituzionale.
Nel 1993 Manuela Ferreira Leite e Teresa Patrício de Gouveia diventano ministro dell'educazione e dello sviluppo. Nel 1995 Maria João Rodrigues diventa ministro del lavoro e della riqualificazione.
Elisa Ferreira, nel 1999, diventa ministro della pianificazione. Nel 2002 Manuela Ferreira Leite e Celeste Cardona diventano ministro della finanza e della giustizia.
Graça Carvalho diventa ministro della scienza nel 2003 e nello stesso 2003 anche Teresa Patrício de Gouveia è ministro degli affari esteri.
Nel 2004 Maria João Bustorff diventa ministro della cultura e nel 2009 Dulce Pássaro divenne ministro dell'ambiente e dell'organizzazione territoriale. Manuela Ferreira Leite è stata leader dell'opposizione dal 2008.
Nell'attuale Governo Costa, in carica dal 30 marzo 2022, le donne ministro sono 9 e 8 uomini ministro:
1. Presidenza Mariana Vieira da Silva
2. Ministro della Difesa Maria Helena Chaves Carreiras
3. Ministro della Giustizia Catarina Sarmento e Castro
4. Ministro degli Affari Parlamentari Ana Catarina Mendes
5. Ministro Scienza, tecnologia e istruzione superiore Elvira Maria Correia Fortunato
6. Ministro del Lavoro, solidarietà e sicurezza sociale Ana Mendes Godinho
7. Ministro della Salute Marta Temido
8. Ministro della Coesione territoriale Ana Maria Pereira Abrunhosa Trigueiros de Aragão
9. Ministro dell'Agricoltura e Alimentazione Maria do Céu de Oliveira Antunes

## Personalità artistiche di rilievo
- Helena Almeida (nata nel 1934), fotografa, artista di spettacolo, pittrice.
- Sofia Areal (nata nel 1960), pittrice, grafica.
- Tereza de Arriaga (1915-2013), pittrice.
- Margarida de Ávila (1930-2009), scultrice.
- Deolinda Fonseca (nata nel 1954), pittrice.
- Marisa Ferreira (nata nel 1983), pittrice.
- Isabel Meyrelles (nata nel 1929), scultrice del surrealismo, poetessa.
- Regina Pessoa (nata nel 1969), animatrice.
- Rosa Ramalho (1888-1977), ceramista.
- Paula Rego (nata nel 1935), artista visiva.
- Aurélia de Souza (1886-1922), pittrice cileno-portoghese.
- Teresa Nunes Alves de Sousa (nata nel 1979), artista visiva.
- Katherine Swift (1956-2004), pittrice irlandese-portoghese.
- Ana Tristany (nata nel 1966), pittrice, educatrice.
- Joana Vasconcelos (nata nel 1971), artista contemporanea.
- Maria Helena Vieira da Silva (1908-1992), pittrice dell'astrattismo franco-portoghese.